# Budowanie Rawanicy

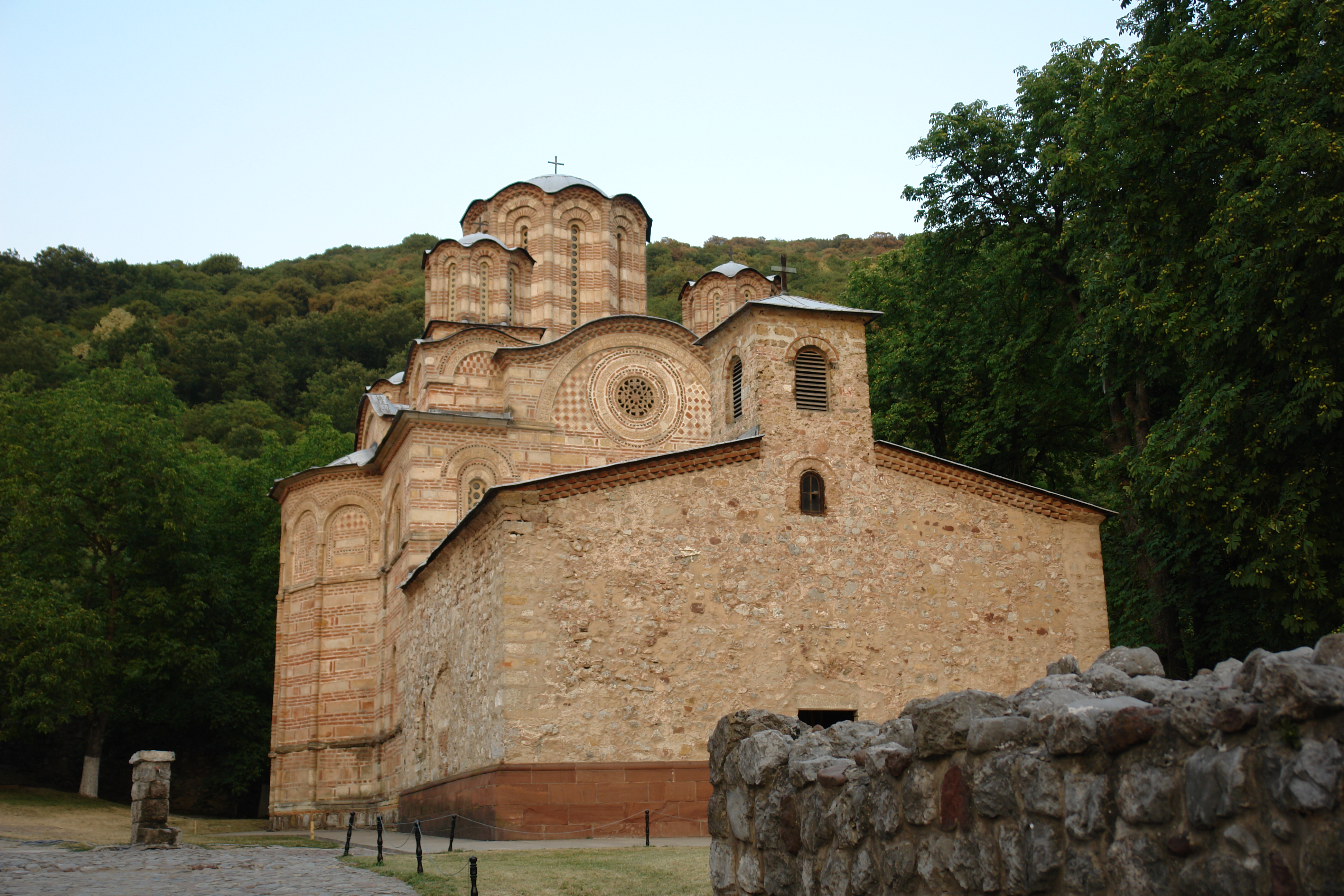
Monaster Rawanica

Budowanie Rawanicy (oryg. serb. Зидање Раванице) – serbska epicka pieśń ludowa opisująca legendarne okoliczności powstania monasteru Rawanica.
Jest to jedna z pieśni ludowych opisujących działalność władców serbskich, toczone przez nich narady z możnowładcami. Wypowiedź królowej Milicy stanowi wykładnię średniowiecznej wizji zadań władcy, który oprócz mądrego kierowania krajem ma obowiązek wznoszenia świątyń dla zbawienia swojego i całego narodu. Z kolei jako wzór przenikliwości i mądrości występuje bohater wielu serbskich pieśni ludowych, legendarny zabójca sułtana Murada I Miloš Obilić, który w swojej wypowiedzi zapowiada klęskę Serbii i wzywa do budowania w kamieniu, gdyż tylko takie obiekty będą mogły przechować dziedzictwo kraju.

## Treść
Na dworze księcia Łazarza Hrebeljanovicia odbywa się uczta z okazji święta św. Amosa. W czasie wystawnego posiłku wstaje żona księcia, Milica, oznajmiając mężowi, że wstydzi się za niego, gdyż ten akumuluje bogactwa, zamiast, wzorem Nemaniczów, wznosić cerkwie i klasztory prawosławne. Słysząc jej słowa Łazarz oznajmia, że wkrótce wybuduje wspaniałą świątynię, Rawanicę, którą hojnie ozdobi drogimi kamieniami. Wszyscy zebrani wiwatują na cześć idei Łazarza. Tylko wojewoda Miloš Obilić wyraża zastrzeżenia co do jego planów: stwierdza, że już wkrótce Turcy mogą zaatakować ziemie serbskie, zburzyć istniejące na nich cerkwie, a drogie kamienie użyte dla ich ozdoby oddadzą swoim kobietom. Korzystniej będzie zatem, gdy Łazarz wzniesie monaster z kamienia, by mógł po wiek wieków służyć prawosławnym. Książę przychyla się do zdania wojewody.